# عبد الله صحن
عبد الله صحن الهاجري والمعروف باسم عبد الله صحن من مواليد 19 يوليو 1990 هو لاعب كرة قدم كويتي بدأ مع نادي الصليبخات في موسم 2006-2007 ومن بعدها انتقل إلى نادي القادسية    موسم 2010-2011 عن طريق الإعارة وشارك في مباراة الديربي في كأس الأتحاد ضد العربي،  بالإضافة إلى مباريات الدوري الممتاز ونظرا لصغر سنة كان يلعب كبديل، وقد اختير من ضمن صفوف المنتخب الأولمبي وهو حاليا يلعب مع الفريق الأول لنادي الصليبيخات.